# عادل بن عطیه
عادل بن عطیه (عربی: عادل بن عطیة) (زاده: ۱۱ ژوئن ۱۹۷۰) در شهر سلیانه، تونس متولد شد. او یک سیاستمدار تونسی است و عضو جنبش رنسانس اسلامی است. او پس از انتخابات ۲۳ اکتبر۲۰۱۱ و نیز انتخابات ۲۰۱۴ در ناحیه انتخاباتی سلیانه به عنوان نماینده مجلس مؤسسان ملی، از طرف جنبش رنسانس ، انتخاب شد.

## زندگی‌نامه
عادل بن عطیه در ۱۱ ژوئن ۱۹۷۰ در ایالت سلیانه به دنیا آمد و تحصیلات خودش را در مراحل ابتدائی در موریتانی و تونس و به‌طور خاص در سلیانه گذراند و نیز دورة متوسطه را در همین شهر به‌پایان رساند و در سال ۱۹۹۴ به مدرک لیسانس ادبیات نایل شد.
سپس به دانشکدهٔ حقوق در سوسه ملحق شد و درجه استادی در حقوق عمومی را در سال ۲۰۰۰ کسب کرد.
در سال ۱۹۸۷ به جنبش رنسانس پیوست. در سال ۱۹۹۱ او به مدت ۳ سال در زندان بود و بعد از خروجش از زندان فعالیتش را تا بعد از انقلاب متوقف کرد و پس از انقلاب تونس فعالیت سیاسی خود را با حزب جنبش رنسانس از سر گرفت و از طرف ایالت سلیانه به عنوان نماینده مجلس مؤسسان ملی انتخاب شد.
وی متأهل و دارای دو فرزند می‌باشد.